# Xinfu (köping i Kina, Guangxi)
Xinfu (kinesiska: 新福镇, 新福) är en köping i Kina. Den ligger i den autonoma regionen Guangxi, i den södra delen av landet, omkring 73 kilometer sydost om regionhuvudstaden Nanning. Antalet invånare är 33962. Befolkningen består av 16 254 kvinnor och 17 708 män. Barn under 15 år utgör 27,0 %, vuxna 15-64 år 60 %, och äldre över 65 år 11,0 %.
Genomsnittlig årsnederbörd är 2 386 millimeter. Den regnigaste månaden är juli, med i genomsnitt 436 mm nederbörd, och den torraste är januari, med 40 mm nederbörd.